# Хэ Цзы
Хэ Цзы (кит. упр. 何姿, пиньинь Hé Zī, род. 11 декабря 1990) — китайская прыгунья в воду, чемпионка Олимпийских игр 2012 года, четырёхкратная чемпионка мира, победительница летних Азиатских игр 2010 года.

## Биография
Хэ Цзы родилась в 1990 году в Наньнине в Гуанси-Чжуанском автономном районе. С шести лет начала заниматься прыжками в воду, и в 2002 году завоевала свои первые две золотых медали соревнований. В 2004 году она завоевала золотую медаль молодёжного первенства КНР, в 2006 вошла в национальную сборную и отправилась на Азиатские игры, где завоевала две серебряных медали.
В 2007 году Хэ Цзы завоевала золотую медаль чемпионата мира в прыжках с метрового трамплина, а также стала чемпионкой КНР в этой же дисциплине. В 2009 году на 11-й Спартакиаде народов КНР она завоевала золотую медаль в прыжках с метрового трамплина, а в 2010 году выиграла золотую медаль Азиатских игр в прыжках с 3-метрового трамплина. В 2011 году Хэ Цзы завоевала серебряную медаль чемпионата мира в прыжках с 3-метрового трамплина и золотую — в синхронных прыжках (в паре с У Минься).
В августе 2012 года Хэ Цзы и У Минься стали чемпионами летних Олимпийских игр в синхронных прыжках с трамплина. Также на Играх в Лондоне Хэ Цзы стала серебряным призёром в индивидуальных прыжках, уступив лишь У Минься. На чемпионате мира 2015 года в Казани китайская прыгунья не смогла завоевать своё 5-е золото мировых первенств, став второй на 3-метровом трамплине и третьей на метровом.
Летом 2016 года Хэ Цзы приняла участие в летних Олимпийских играх в Рио-де-Жанейро. В отличие от прошлых Игр, Хэ выступила только в личном турнире. В синхронных прыжках в паре с У Минься была заявлена Ши Тинмао. В индивидуальных прыжках с 3-метрового трамплина Хэ Цзы уверенно вышла в финал, где после двух попыток делила первое место с Ши Тинмао. Однако следующие три прыжка Хэ Цзы выполнила слабее своей соотечественницы и в итоге проиграла ей почти 20 баллов, став серебряной призёркой Олимпийских игр.

## Награды
- Лучшая прыгунья в воду в мире: 2013

## Личная жизнь
- На протяжении 6 лет встречается с двукратным олимпийским чемпионом по прыжкам в воду Цинь Каем. 14 августа 2016 года было объявлено о том, что пара решила пожениться.